# Christian Schoen
Christian Philipp Schoen (* 1970 in Marburg) ist ein deutscher Kunstwissenschaftler, Kurator und Kommunalpolitiker. Er beschäftigt sich mit klassischer Kunst (etwa Albrecht Dürer, Leopoldo Retti oder Auguste Rodin) und aktuellen Kunstphänomenen.
Schoen wuchs in Kiel auf, legte dort das Abitur ab und begann 1990 mit dem Studium von Kunstgeschichte, Psychologie und Politikwissenschaft. Der Studienabschluss erfolgte in München, Promotionsthema war im Jahr 2000 Albrecht Dürer (Adam und Eva: die Gemälde, ihre Geschichte und Rezeption bei Lucas Cranach d.Ä. und Hans Baldung Grien). Er arbeitete mit bei Veranstaltungen der „Burda Akademie zum Dritten Jahrtausend“, war Lehrbeauftragter an der Universität St. Gallen und organisierte Vortragsreihen für die Universität München und das Kulturreferat der Stadt München.
Von 2000 bis 2003 leitete er die städtische Ausstellungshalle Lothringer13 in München, von 2001 bis 2013 die Osram Art Projects. 2005 wurde er als Direktor an das Center for Icelandic Art berufen, das er bis 2010 leitete. Als Kommissar war er für den isländischen Pavillon auf der Biennale di Venezia 2007 und 2009 verantwortlich. Zwischen 2006 und 2008 war er Beirat und Mitglied des Ankaufkomitees des Reykjavík Art Museums. Er war Initiator und Vorsitzender des internationalen Kunstfestivals Sequences. Als freier Kurator realisierte er internationale Projekte an Ausstellungshäusern und im öffentlichen Raum. Seit 2022 baut er als Leiter das Museum Retti-Palais auf. Christian Schoen ist zudem Autor für klassische und zeitgenössische Kunst und Lehrbeauftragter für disziplinübergreifende Methoden an der Universität St. Gallen.
Als parteiloser Kandidat ließ er sich für Bündnis 90/Die Grünen als Oberbürgermeisterkandidat für die Kommunalwahl 2014 in Ansbach aufstellen. Von März 2014 bis August 2022 war er parteifreies Mitglied im Stadtrat und stellvertretender Fraktionsvorsitzender. Von 2014 bis 2020 war er Dritter Bürgermeister der Stadt Ansbach.
Als Vorsitzender des Fördervereins Retti e.V. (benannt nach dem Hofbaumeister Leopoldo Retti) setzt er sich für den Erhalt von denkmalgeschützten Gebäuden und Ensembles in Ansbach ein.

## Publikationen (Auswahl)
- Frisoni - Retti - Carlone. Lombardische Künstlerfamilien im Europa des 18. Jahrhunderts, Ansbach 2022 ISBN 9783932884610
- Der Ansbacher Stadtfriedhof. Materialien zur barocken Kulturgeschichte, Ansbach 2022 ISBN 978-3932884603
- Leopoldo Retti und sein Ansbacher Rokoko-Palais im Wandel der Zeit, Ansbach 2018 ISBN 978-3-9818-0071-5
- Rúri. Fragile Systems, Kopenhagen, Nordatlantens Brygge 2016 ISBN 978-8-7934-1103-6
- Kaspar Hauser. Bildwelten, Regensburg, Pustet 2016 ISBN 978-3-7917-2822-3
- Der Hofbaumeister Leopoldo Retti und sein Ansbacher Stadtpalast (Hrsg.), Ansbach 2016 ISBN 978-3-9818-0070-8
- passage2011Hirmer, München 2012 ISBN 978-3-7774-5671-3
- Rúrí, Hatje-Cantz, Ostfildern 2011 ISBN 978-3-7757-2995-6
- Osram Seven Screens, Hatje-Cantz, Ostfildern 2011 ISBN 978-3-7757-2804-1
- Icelandic Art Today (Hrsg. m. Halldór Björn Runólfsson), Hatje-Cantz, Ostfildern 2009 ISBN 978-3-7757-2295-7
- Ragnar Kjartansson - The End (Hrsg.), Hatje-Cantz, Ostfildern 2009 ISBN 978-3-7757-2333-6
- LIST icelandic art news (Hrsg. m. Jón Proppé) Reykjavík 2008, ISBN 3-936298-51-3
- Osram Art Projects 2007, München 2007, ISBN 3-936298-51-3
- Homesick (Hrsg. m. Hannes Sigurðsson), Akureyri 2006, ISBN 9979-9632-4-7
- Apfelböck oder über das Töten, Belleville, München 2005, ISBN 3-936298-51-3
- Albrecht Dürer. Adam und Eva Reimer Verlag, Berlin 2001, ISBN 3-496-01244-7
- lothringer13/halle. Aktuelle Kunst und neue Medien. Dokumentation 2000-2003 (Hrsg. m. Margit Rosen) Norderstedt 2004, ISBN 3-8334-1840-0

## Ausstellungen (Auswahl)
- Diffuses Selbst. Dieter Roth, Al Hansen, Marcia Herscovitz, Wolf Vostell u. a., LOFT, Ansbach
- Philipp Geist. 500, 2017, Chiesa Luterana di Venezia, Venedig
- Rúri. Fragile Systems, 2017 Nordatlantens Brygge, Kopenhagen
- Kaspar Hauser. Bildwelten, 2016 Markgrafenmuseum Ansbach
- Das Hybris-Projekt, 2015, Halle 14, Leipzig / 2016 ACC Galerie, Weimar
- Zeitenwende, 2014, Retti-Palais, Ansbach
- powerwalk, 2014, Schafhof - Europäisches Künstlerhaus Oberbayern, Freising
- passage2011, 2013, National Gallery of Iceland, Reykjavík
- Caroline von Grone, Human being - being framed, 2013, Chiesa Luterana di Venezia, Venedig
- Annika Larsson, The Familiar Objects, 2013, Osram Seven Screens, München
- Climate-Change-Minds, 2012, (Im Auftrag der deutschen Bundesregierung), Kunstmuseum Bonn, Auswärtiges Amt u. a.
- passage2011, 2012, Kunsthallen Emden
- Rúrí - Retrospektive, 2012, National Gallery of Iceland, Reykjavík
- Herlinde Koelbl. Du hast mich verzaubert mit einem Blick deiner Augen, 2011, Osram Seven Screens
- passage2011. ein aktionistisches, transalpines drama. GAEG: Thomas Huber u. Wolfgang Aichner, 54. Internationale Kunstausstellung - la Biennale di Venezia 2011
- Saskia Olde Wolbers. Cellule, 2011, Osram Seven Screens, München
- Harun Farocki. Umgießen, 2010, Osram Seven Screens, München
- Ragnar Kjartansson. The End, 2009, Isländischer Pavilion, 53. Internationale Kunstausstellung - la Biennale di Venezia (Kommissar)
- Rúrí. Aqua – Silence, 2009, Osram Seven Screens, München
- Bjørn Melhus. Screensavers, 2008, Osram Seven Screens 2008
- Anouk de Clercq. Motion for Newton, 2007, Osram Seven Screens, München
- Steingrimur Eyfjörd. The Golden Plover Has Arrived, 2007, Isländischer Pavilion, 52. Internationale Kunstausstellung - la Biennale di Venezia (Kommissar)
- ART+COM. Digital Sparks, 2007, Osram Seven Screens
- Diana Thater. OFF WITH THEIR HEADS, 2007, Osram Seven Screens (in Kooperation mit der Pinakothek der Moderne und dem Bayerischen Staatsschauspiel)
- Haubitz+Zoche. 2027, 2007, Osram Seven Screens
- Mader/Stublić/Wiermann. reprojected, 2006, Osram Seven Screens
- HOMESICK (mit Guy Ben-Ner, Libia Castro + Ólafur Ólafsson, Chantal Michel, Nevin Aladag, Katrín Sigurdardottir und Haraldúr Jónsson), 2006, Kunstmuseum Akureyri, Akureyri, Island.
- Tobias Regensburger: CAMP 2004, im öffentlichen Raum in München
- Apfelböck oder über das Töten (AES+F, Heather Burnett), 2003, Städtische Kunsthalle lothringer13, München
- WIR, HIER! (Benjamin Bergmann, Maja Bringolf, Heike Döscher, Jürgen Heinert, Wolfgang Stehle, Stefan Wischnewski und Martin Wöhrl), 2003, Städtische Kunsthalle lothringer13, München (Co-Kurator)
- The Chrono-Files (Jörg Auzinger, Maia Gusberti, Michael Aschauer, Sepp Deinhofer und Nik Thoenen, Peter Cornwell, Anja Krautgasser, infossil, Niki Passath, Axel Heide, Onesandzeros, Philip Pocock und Gregor Stehle, Artchalking) 2003, Städtische Kunsthalle lothringer13, München (Co-Kurator)
- Event Horizon (Kim Nekarda, Claudius Böhm und Renata Sas, Beate Geissler und Oliver Sann, Nathalie Grenzhäuser, Sebastian Hammwöhner, Uwe Henneken, Dani Jakob und Gabriel Vormstein, Thomas Kratz, Euan Macdonald, Adolf Mathias und Sven Sahle, Christopher Winter) 2002/2003
- Bjørn Melhus. Primetime, 2002, Städtische Kunsthalle lothringer13, München (Co-Kurator)
- CUBE (Holger Mader, Alexander Stublić, Heike Wiermann, Thomas Troge), 2002, Städtische Kunsthalle lothringer13, München (Co-Kurator)
- SIGHT | SEEING (Angelika Böck, Freya Hattenberger, Sean Jonpaul, Pia Linz, Nadine Minkwitz, Jordi Moragues, Axel Roch, Silvia Maria Schopf), 2002, Städtische Kunsthalle lothringer13, München (Co-Kurator)
- Balance (Dorothee Golz, Annika Larsson und Lars Siltberg), 2002, Städtische Kunsthalle lothringer13, München (Co-Kurator)
- Thomas Steffl: Baumgrenze Dezember 2001/2002, Städtische Kunsthalle lothringer13, München (Co-Kurator)
- MAKE-WORLD FESTIVAL / The Artist as an Expert (Jennifer Reeder, Herbert W. Franke, Entropy8Zuper!, beige und Marko Peljhan), 2001,
- Locomotion (Eadweard Muybridge, Andreas Siefert, Stabile Seitenlage, Chris Ziegler), 2001, Städtische Kunsthalle lothringer13, München (Co-Kurator)
- Zoomtown (Peter Haimerl), 2001, Städtische Kunsthalle lothringer13, München (Co-Kurator)
- InSITEout (apsolutno, Comutation, Angela Dorrer, IF, Volker Möllenhoff, Stefanie Senge, Tunnelrecords), 2001
- Fiction & Science (Roseline Ranoch, Fabian Winkler und Wolfgang Käppner, Dorcas Müller, Thorsten Hallscheidt und Kalle Laar), 2001
- Offensive Malerei (Christian Hahn, Stephan Jung, Caroline von Grone, Ulrich Lamsfuß, Jeremy Blake, Hilko Neupert, Karl Rueskäfer und Anton Henning), 2001, Städtische Kunsthalle lothringer13, München (Co-Kurator)
- PHANTOMBUERO Flotation 2, 2000, Städtische Kunsthalle lothringer13, München (Co-Kurator)
- Art For A Better Life (Simone Böhm, Max Mohr, Tobias Regensburger, Pierrick Sorin), 2000, Städtische Kunsthalle lothringer13, München (Co-Kurator)